# Konzervativní lidová strana (Německo)
Konzervativní lidová strana (německy: Konservative Volkspartei; KVP) byla německá konzervativně nacionalistická strana v období Výmarské republiky. Vznikla odchodem provládních členů z Německé národně lidové strany (DNVP) po jejím zradikalizování pod vedením nového předsedy Alfreda Hugenberga. Nikdy sice nedosáhla žádného volebního úspěchu, její členové ale aktivně podporovali prezidentské vlády kancléře Brüninga.

## Historie

### Vznik
Vznik strany je spojený se změnou směru DNVP po nahrazení předsedy hraběte von Westarpa mnohem radikálnějším Alfredem Hugenbergem. Nové vedení podporovalo spolupráci se Hitlerovou NSDAP a odmítalo podpořit Youngův plán, který měl nově nastavit placení válečných reparací. Při hlasování v parlamentu o Youngově plánu se dvacet poslanců za DNVP postavilo proti návrhu svého předsedy, za což byli ze strany vyloučeni. Někteří disidenti se přidali k již existujícím odštěpeneckým stranám jako byla Křesťanskonárodní strana či Křesťanská sociální služba. Skupina kolem poslanců Gottfrieda Treviranuse a  Walthera Lambacha založila 28. ledna 1930 tzv. Lidově konzervativní spolek (německy: Volkskonservative Vereinigung). Ten z počátku neměl ambice stát se politickou stranou, ale jeho účelem bylo sdružovat podobně smýšlející politiky a pokusit se o obnovu původního kurzu v DNVP. Dne 18. července 1930 došlo k dalším rozkolům uvnitř DNVP, a to ohledně přístupu k Brüningově prezidentskému kabinetu. Umírněné křídlo odmítlo hlasovat pro nedůvěru vládě a celé situace vyústila v další hromadný odchod ze DNVP, tentokrát umírněných členů kolem bývalého předsedy von Westarpa. Obě skupiny se následně spojily 23. července 1930 a vytvořily novou Konzervativní lidovou stranu.

### Volby a účast ve vládě

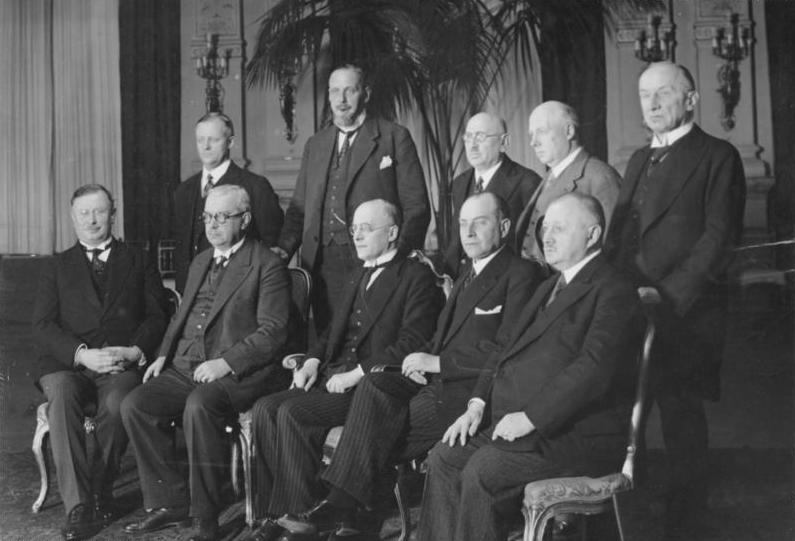
Gottfried Treviranus (druhá řada, úplně vlevo) na fotce celého kabinetu kancléře Brüninga

Strana se poprvé účastnila parlamentních voleb v září 1930. Navzdory financování KVP od špiček průmyslu a podpoře známých osobností se úspěch nedostavil. Se ziskem 0,8 % (290 579 hlasů) dosáhla pouze na čtyři křesla. Její mateřská DNVP dokonce ztratila téměř polovinu mandátů. Výraznější úspěch slavila pouze v Horním Bavorsku (4,0 %), kde za ní kandidoval oblíbený generál Lettow-Vorbeck a v Mnichově (6,2 %). Vyšších zisků dosáhla i ve spolkových zemích Lippe (2,0 %) a Schaumburg-Lippe (2,5 %). Na regionální úrovni dosáhla zastoupení pouze v místní radě v Brémách. 
Následně její poslanci aktivně podporovali prezidentské kabinety kancléře Brüninga. V prvním kabinetu (od března 1930 do října 1931) zasedl Gottfried Treviranus na post ministra pro okupované oblasti a bez portfeje. V druhé vládě (od října 1931 do června 1932) byl Treviranus ministrem dopravy.

### Úpadek a zánik
Po demisi kancléře Brüninga došlo v červnu 1932 na předčasné volby. KVP nedokázala najít vhodného koaličního partnera, a tak se voleb vůbec neúčastnila. Přišla o zastoupení ve sněmu a celkově vliv, dále ale pravidelně komentovala dění v zemi. Nedůvěřivě se stavěla k vládě kancléře Papena (červen—prosinec 1932), u které ji vadily škrty v pojištění pro případ nezaměstnanosti a netaktní vedení zahraniční politiky. Naopak k Schleicherově vládě (od prosince 1932 do ledna 1933) přistupovala pozitivně, jelikož se kabinet vrátil k politice kancléře Brüninga.
Po nástupu nacistů k moci na konci ledna 1933 se spolustraníci neshodli na jednotném postupu. Pro březnové volby roku 1933 vyšlo od strany rozporuplné doporučení k volení nacionalistů z DNVP, Křesťanské sociální služby a nacistů. Po březnu 1933 již KVP nevydávala žádná prohlášení a na začátku května Heinz Dähnhardt raději zničil stranický archív. Strana byla rozpuštěna jako všechny ostatní 14. července 1933. Osudy bývalých členů KVP jsou rozličné. Dähnhardt se přidal k nacistům, Treviranus jen o vlásek unikl likvidaci během Noci dlouhých nožů a emigroval do Kanady, Lambach a von Westarp byli zbaveni všech svých postů a odešli do ústraní.